# Osel, milenec a já
Osel, milenec a já (ve francouzském originále Antoinette dans les Cévennes) je francouzská filmová komedie z roku 2020 režisérky a scenáristky Caroline Vignal. Představitelka hlavní role, Laure Calamy, za svůj výkon získala César pro nejlepší herečku; film získal nominace ještě v dalších sedmi kategoriích (včetně kategorií nejlepší film, nejlepší původní scénář a nejlepší herec ve vedlejší roli). 
Film měl ve francouzských kinech premiéru 16. září 2020, v českých kinech uveden nebyl.

## Obsah filmu
Učitelka Antoinette se těší na plánovanou letní dovolenou s Vladimirem, svým milencem a otcem jedné z jejích žákyň. Když se dozví, že Vladimir dovolenou ruší, protože jeho žena Éléonore uspořádala s jejich dcerou Alice nečekanou túru v Cevennách s oslem, Antoinette se rozhodne vydat po jejich stopách po Stevensonově stezce sama s oslem Patrickem. Po nelehkých začátcích s oslem, který není vždy poslušný, mezi nimi vznikne jisté pouto, když mu vypráví o svém životě a neúspěších v lásce. Ve druhé fázi trasy se ztratí a stráví noc venku. Ráno si uvědomí, že se vrátila do výchozího bodu. Setkává se s Vladimirem s manželkou a dcerou, kteří jsou překvapeni, že ji vidí, ale nabízejí jí, že se druhý den vydají na cestu společně.
Éléonore se dovtípí, jaký vztah její muž a Antoinette mezi sebou ve skutečnosti mají. Vezme si jí stranou a řekne, že Vladimira je nestálý a promiskuitní, ale že se s ní nikdy nerozvede. Antoinette se s Vladimirem rozhodne rozejít. Po pádu si Antoinette vymkne kotník a myslí si, že její túra skončila. Léčitelka ji však uzdraví a ona může pokračovat v cestě. Dojde až na konec trasy, ale druhý den ráno zjistí, že Patrik už odešel s jiným turistou a ona se s ním nerozloučila. Antoinette je po krátkém běhu dohoní, Patrick po setkání s ní zasekne a bez ní nechce v cestě pokračovat. Muž nabídne Antoinette, aby je na cestě doprovázela, a ona nakonec souhlasí.

## Obsazení
| Laure Calamy            | Antoinette Lapouge                          |
| Benjamin Lavernhe       | Vladimir Loubier                            |
| Olivia Côte             | Éléonore Loubier                            |
| Louise Vidal            | Alice Loubier                               |
| Marc Fraize             | Michel                                      |
| Jean-Pierre Martins     | Šerif                                       |
| Lucia Sanchez           | Annie                                       |
| Maxence Tual            | Jacques                                     |
| Luc Palun               | André Barascut                              |
| François Caron          | Bernard                                     |
| Ludivine de Chastenet   | Élizabeth                                   |
| Bertrand Combe          | Jean-Pierre                                 |
| Pierre Laur             | Roland                                      |
| Denis Mpunga            | Idriss                                      |
| Dorothée Tavernier      | Éva                                         |
| Bruno Georis            | běžec                                       |
| Juliette Plumecocq-Mech | Britney                                     |
| Patrick Mollo           | Fred                                        |
| Matthieu Sampeur        | Romain, mladý muž, který odešel s Patrickem |
| Christelle Glize        | Fredova přítelkyně                          |
| Jess Avril              | mladá motorkářka                            |
| Roland Plantin          | kytarista                                   |
| Stéphane Espinasse      | akordeonista                                |
| Ludivine Bluche         | léčitelka                                   |